# Mission R
La Mission R es una motocicleta eléctrica deportiva fabricada por la empresa estadounidense Mission Motors, con base en San Francisco. Su batería más grande le proporciona una autonomía de 370 km en ciudad y 225 km en autopista, por lo que es, junto con la Lightning LS-218 E, la motocicleta eléctrica con más alcance del mercado.

## Diseño
Construida con un cuerpo de fibra de carbono, monta un motor trifásico asíncrono refrigerado por líquido que desarrolla 163 CV de potencia y un par motor de 180 N·m desde 0 hasta 6.400 rpm. Con esto la Mission R tiene una aceleración de 0 a 100 km/h en 3 segundos hasta una velocidad limitada electrónicamente de 240 km/h. La transmisión es de una sola velocidad con una reductora conectada a una transmisión por cadena.
Posee hasta tres configuraciones de baterías: la más pequeña es de 12 kW/h que le proporciona una autonomía de 169 km en autopista y 273 km en ciudad; la intermedia es de 15 kW/h y le proporciona 193 km en autopista y 321 km en ciudad; la más grande de 17 kW/h le proporciona una autonomía de 370 km en ciudad y 225 km en autopista.
Según la potencia, las recargas pueden durar desde 30 min hasta 14 horas.